# Relations entre le Honduras et Taïwan
Les relations entre le Honduras et Taïwan désignent les relations internationales s'exerçant entre, d'une part, la république du Honduras, et de l'autre, la république de Chine.

## Relations diplomatiques
Le Honduras et la république de Chine entretiennent des relations diplomatiques à partir d'avril 1941.
En mai 1965, la mission diplomatique de république de Chine, située dans la capitale hondurienne Tegucigalpa, est élevée au statut d'ambassade.
Le 25 octobre 1971, le Honduras se prononce contre la résolution 2758 de l'Assemblée générale des Nations unies, qui sera néanmoins adoptée, actant l'intégration de la république populaire de Chine aux Nations unies aux dépens de la république de Chine.

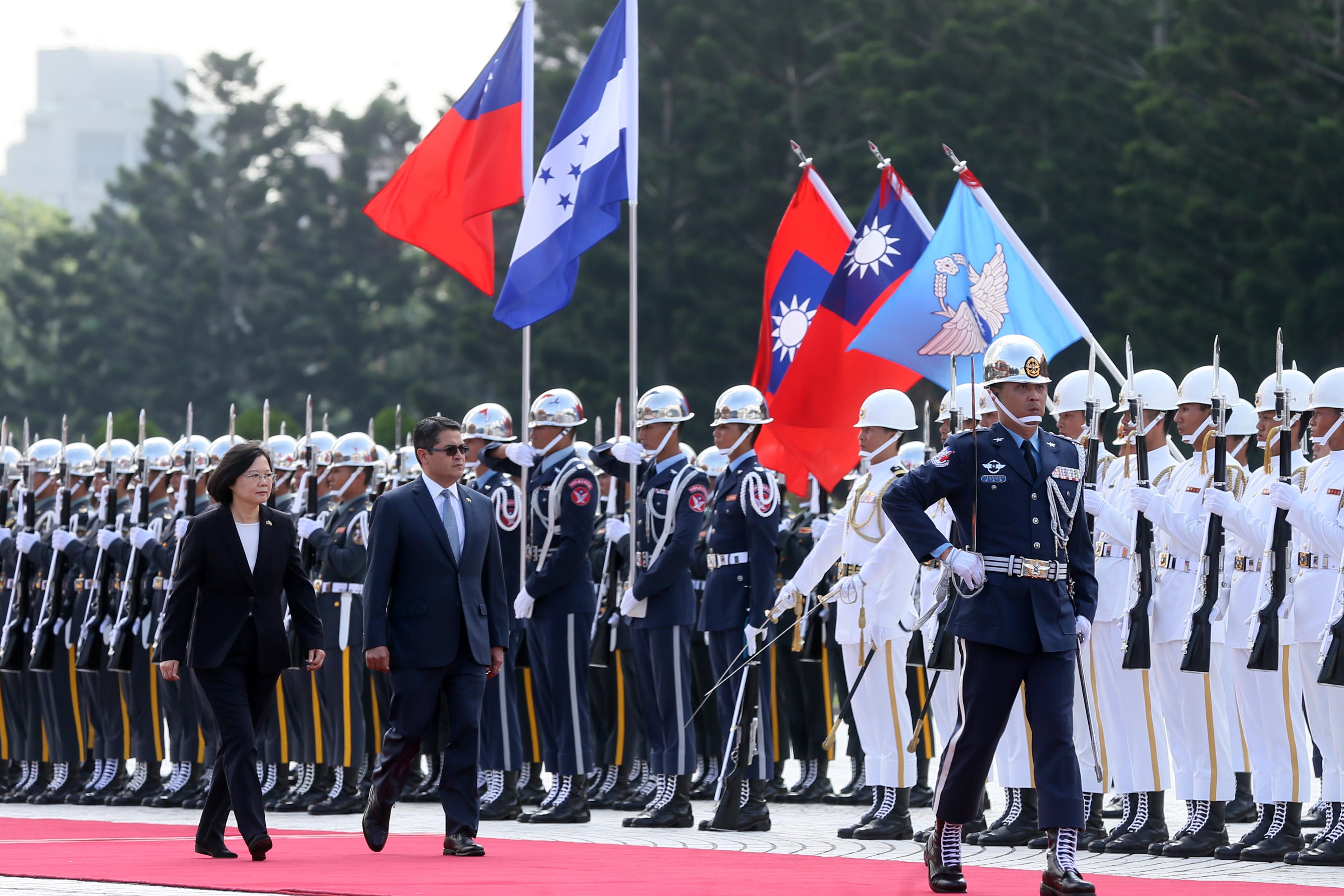
Rencontre entre les présidents taïwanais Tsai Ing-wen et hondurien Juan Orlando Hernández en 10 2016.

L'ambassade hondurienne en république de Chine est établie à Taipei en juin 1985. En Amérique du Sud, une seconde mission diplomatique est mise en place en décembre 1997, avec un consulat général à San Pedro Sula.
Lors de la campagne pour les élections générales honduriennes de 2021, la candidate Xiomara Castro fait part dans son programme de son souhait d'établir des relations diplomatiques avec la république populaire de Chine au détriment des autorités de Taipei. Élue présidente à l'issue du scrutin, elle réitère cette intention mi-mars 2023 ; les autorités de Tegucigalpa et Pékin établissent officiellement leurs relations diplomatiques le 26 mars 2023, les premières déclarant « [reconnaître] l'existence d'une seule Chine dans le monde, et que le gouvernement de la république populaire de Chine est le seul gouvernement légitime à représenter toute la Chine [...], Taïwan [étant] une partie inaliénable du territoire chinois ». Cette nouvelle perte d'un allié diplomatique de Taïwan en Amérique latine succède à celles du Panama survenue en 2017, du Salvador et de la République dominicaine en 2018, et du Nicaragua en 2021,.